# فیصل تاون
Faisal Town (زبان پنجابی، اردو: فیصل آباد)یک شورای اتحادیه در منطقه‌ی گلبرگ، لاهور در لاهور، پنجاب، پاکستان است.